# 林肯LS

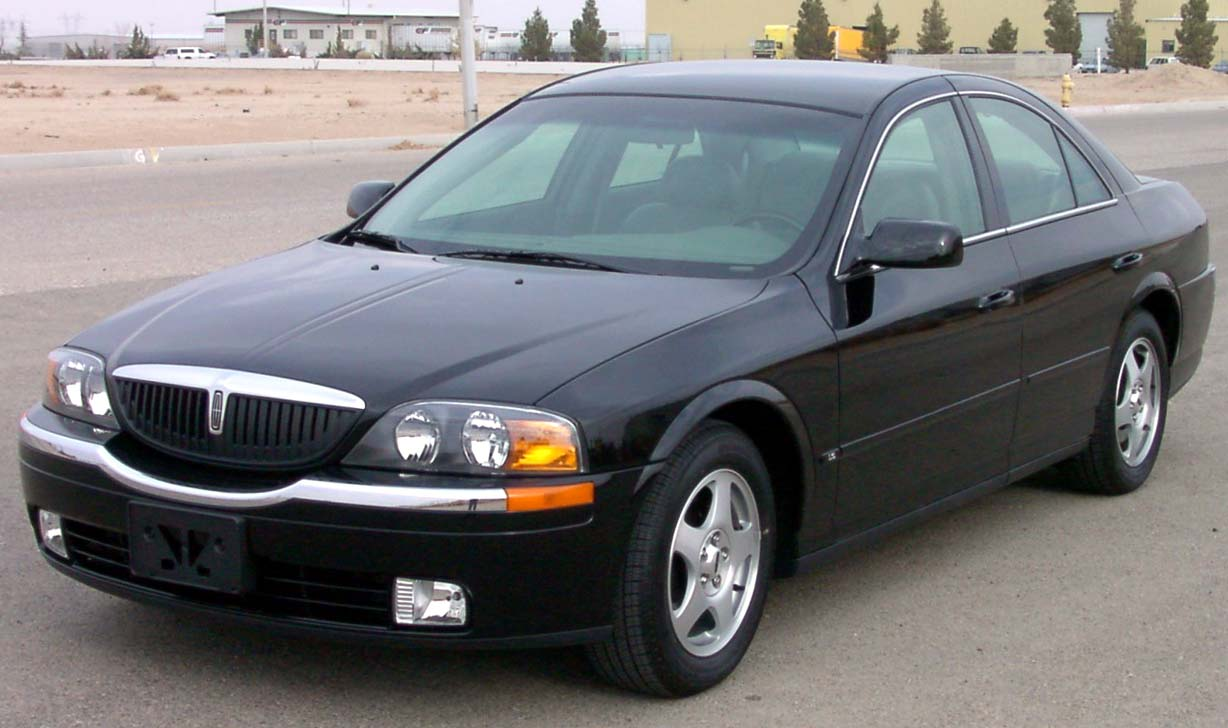
2001年林肯LS

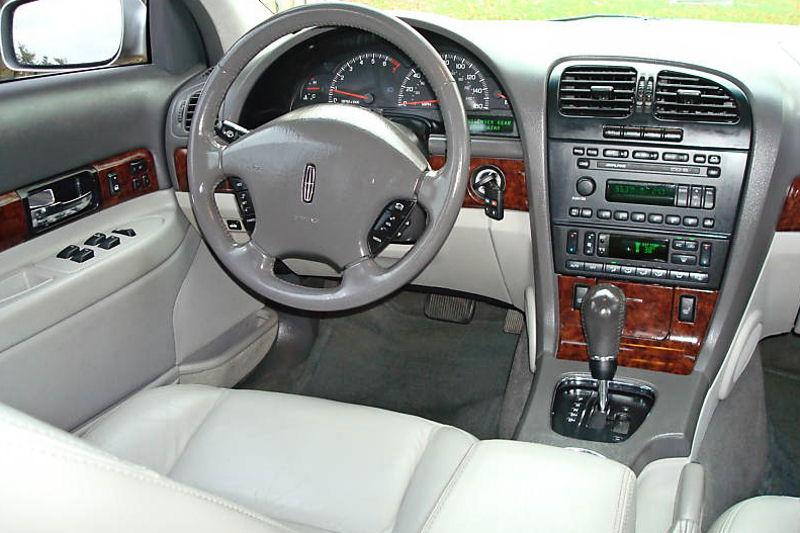
2002年林肯車廂內籠

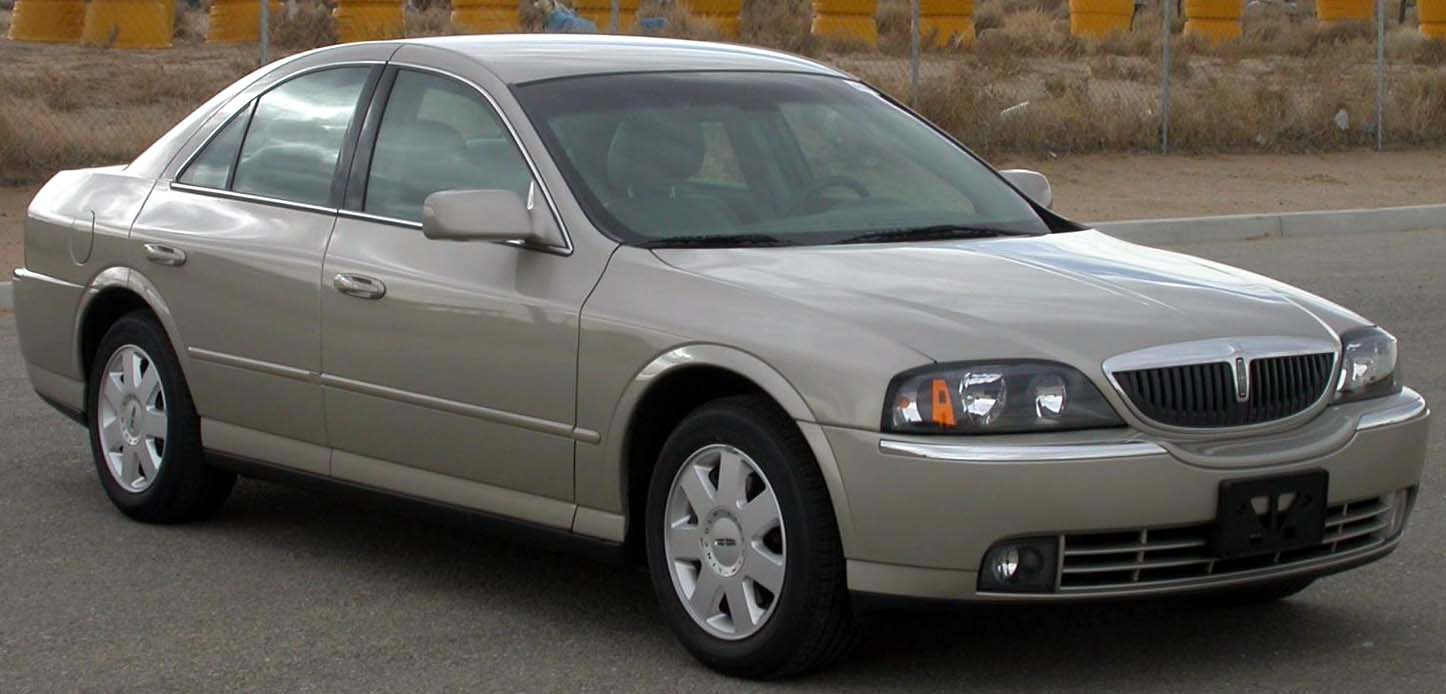
2004年林肯LS

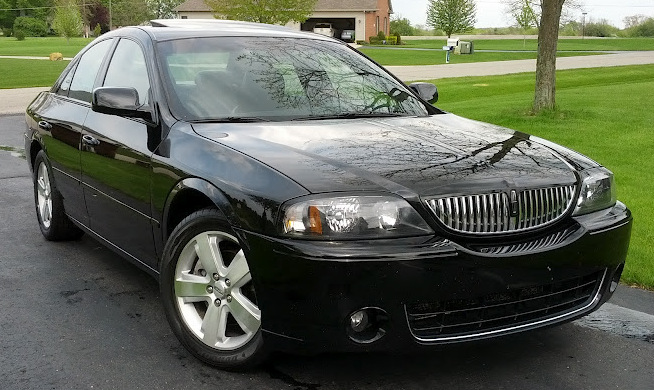
2006年林肯LS

林肯LS是一款四门五座的豪华轿车，由福特的林肯部门在1999-2006年期间生产和销售，仅有一代。在1999年6月推出的2000年车型中，LS的特点是后轮驱动和接近50/50的重量分配，可提供V8或V6发动机，后者最初提供手动变速器。

LS与捷豹S型和福特雷鸟共享福特DEW98平台。